# Paris Themmen
Paris Themmen (Boston, 25 de junio de 1959) es un actor y productor cinematográfico estadounidense, reconocido principalmente por interpretar el papel de Mike Teevee en la película de 1971 Willy Wonka & the Chocolate Factory. Realizó otras apariciones en películas y series de televisión como Macross Plus, Star Trek: Voyager, Something Borrowed y Jeopardy.

## Filmografía

### Como actor o estrella invitada
| Año  | Título                                |
| ---- | ------------------------------------- |
| 1971 | Willy Wonka and the Chocolate Factory |
| 1975 | The Rock 'n' Fun Magic Show           |
| 1994 | Macross Plus                          |
| 1999 | Screenplay                            |
| 2000 | Star Trek: Voyager                    |
| 2003 | After They Were Famous                |
| 2011 | Daybreak                              |
| 2011 | Today Show                            |
| 2011 | Top Chef: Jest Deserts                |
| 2012 | Beyond the Marquee                    |
| 2012 | Men with No Lives                     |
| 2016 | Cake Wars                             |
| 2016 | LeagueOne: In the Spotlight!          |
| 2016 | Jeopardy!                             |

### Como asistente de producción o dirección
| Año  | Título                            |
| ---- | --------------------------------- |
| 1991 | Until the End of the World        |
| 2005 | Citizen Candy Man: A Chocumentary |
| 2011 | Something Borrowed                |
| 2012 | The Owner                         |